# Due gemelle e una tata
Due gemelle e una tata (Two of a kind) è una serie televisiva statunitense trasmessa per la prima volta sulla ABC dal 1998 al 1999. In Italia è stata trasmessa su Italia 1 dal 2002.

## Trama
Kevin Burke (Christopher Sieber) è un professore universitario di scienze, vedovo della moglie, che crede che esista una spiegazione scientifica per ogni cosa tranne che per il modo di controllare le sue figlie scatenate. Mary Kate e Ashley (Mary-Kate e Ashley Olsen) sono due gemelle dal carattere completamente opposto. 
Mary Kate è un maschiaccio la cui più grande ambizione è perfezionare il lancio curvo della palla mentre Ashley è una ragazza vanitosa dagli ottimi voti scolastici, che inizia a perdere la testa per i ragazzi. 
E poi c'è Carrie (Sally Wheeler), una ragazza di 27 anni che ha iniziato ad andare all'Università solo dopo aver esplorato il mondo. 
Lei frequenta il corso di Kevin, e per caso risponde all'annuncio del professore che cerca una baby-sitter per le figlie. 
Riuscirà ad ottenere il lavoro, e con la sua eccentricità mista ai suoi buoni consigli si occuperà dell'educazione delle due ragazze, che troveranno in lei un punto di riferimento e tenteranno addirittura di forzare un amore tra il padre e la studentessa.

## Episodi
La sitcom è stata creata nel 1998 ed è andata in onda in prima tv sulla ABC negli anni 1998 e 1999 lanciando la carriera delle gemelle Olsen. Il telefilm non ha avuto un successo esaltante e si è fermato alla prima stagione. In Italia è stata trasmessa sulla rete Italia 1 dal dicembre 2002.
1. Cercasi baby-sitter (Putting Two N Two Together)
2. Lezioni di recupero (The Tutor)
3. Il primo bacio (Prelude to a Kiss)
4. La prima cotta (First Crush)
5. Una fidanzata per papà (Breaking Them Up is Hard to Do)
6. Halloween, che paura! (Nightmare on Carrie's Street)
7. Cuori spezzati (The Heartbreak Kid)
8. Chi trova un amico... (You've Got a Friend)
9. Vita da modelle (Model Behavior)
10. Paura del palcoscenico (Peeping Twins)
11. Un felice Natale (A Very Carrie Christmas)
12. Si balla! (Let's Dance)
13. Gemelle separate (Split Decision)
14. Finto fidanzamento (My Boyfriend's Back)
15. Kevin il pacificatore (No Man's Land)
16. Carrie trasloca (Carrie Moves In)
17. Sarà l'amore? (Mr. Right Under Your Nose)
18. Benvenuto Matt (Welcome Matt)
19. Coppie dispari (The Odd Couples)
20. Quando un uomo lascia una donna (When A Man Leaves a Woman)
21. Arrivederci ragazza (The Goodbye Girl)
22. Il pessimo giorno di Kevin Burke  (Kevin Burke's Day Off)